# Trash of the Titans
"Trash of the Titans" är avsnitt 22 av den nionde säsong av Simpsons och totalt det 200:de avsnittet av serien. Avsnitt sändes ursprungligen på Fox den 26 april 1998. Avsnittet skrevs av Ian Maxtone-Graham och regisseraded av Jim Reardon. I avsnittet tar Homer Simpson hand om Springfields sophantering som den nya VD:n efter att han blivit rasande över vad han anser vara en dålig sophantering i staden. I avsnittet gästskådespelare Steve Martin som Ray Patterson, mannen som tidigare hade hand om stadens sophantering, medan U2 spelar sig själva.
Maxtone-Graham blev inspirerad till avsnittet av en väns erfarenheten inom sophanteringen. Avsnittet har också en parodi på låten "The Candy Man" och en referens till Redd Foxx. "Trash of the Titans" vann en Emmy Award för Outstanding Animated Program (For Programming One Hour or Less)" och Annie Award för "Outstanding Individual Achievement for Directing in an Animated Television Production". Under 2008 orsakade episoden kontroverser i Storbritannien för användningen av ordet "wanker". Episoden är tillägnad minnet av Linda McCartney, som  medverkade i avsnittet Lisa the Vegetarian.

## Handling
På varuhuset Costington bestämmer styrelsen att man ska instifta en ny helgdag, under sommarmånaden (som Lisa påpekar för sin familj), för att öka försäljningen och man instiftar "Love Day". Efter att familjen Simpsons firat dagen får de rejält med sopor. När Homer så småningom går iväg med den överfulla soptunnan passerar sopgubbarna och kör förbi utan att ta med familjen Simpsons sopor. Homer kallar då soppgubbarna "trash-eating stinkbags", något som sopgubbarna hörde och avslutade sin service, vilket leder till Simpsons sopor så småningom börjar täcka hela deras gräsmatta. Homer och Bart tycker att det är lätt att kasta skräp ut genom fönstret, och allt eftersom sophögen fortsätter att växa, försöker Marge få Homer att be om ursäkt för förolämpningen, utan att lyckas. På morgonen vaknar Homer och upptäcker att soporna från gräsmattan försvunnit och skryter över hur han fick dem att hämta soporna bara att upptäcka att Marge hade skrivit ett brev där hon bad om ursäkt till chefen över sophanteringen i Springfield, med Homers signatur. Homer bestämmer sig för att träffa chefen Ray Patterson för att förklara misstaget med ursäkten. Homer bestämmer sig för att ställa upp i nyvalet till VD för sophanteringen i staden och startar sin kampanj.
Under sin valkampanj avbryter han en U2-konsert, med resultatet att han blir misshandlad av vakterna. Efter att Homer börjar få slut på idéer till sin kampanj besöker han Moe's Tavern och tillsammans med Moe får han fram en slogan "Can't someone else do it? (Kan inte någon annan göra det?)" Homer sprider sitt budskap och lovar dygnetruntservice och att sopgubbarna ska sköta alla städuppgifter, vilket leder till att han vinner valet. Efter att han börjat jobba som den nya VD:n för sophanteringen börjar han tillsammans med stadens invånare och U2 sjunga en parodi på The Candy Man, låten "The Garbage Man".
Homer får besök av borgmästaren Joe Quimby som anklagar honom för att spendera en årsbudget på 4,6 miljoner dollar på bara en månad. För att lösa budgetkrisen och betala de anställdas löner övertalar Homer andra städer i hela USA att betala honom för att lämna sitt överskott av sopor i stadens övergivna gruvschakt i utkanten. Då familjen får reda på vad han gjort blir de oroliga men Homer känner sig stolt eftersom budgetkrisen är löst, men snabbt blir gruvschaktet överfullt och hela staden börjar översvämmas av sopor. Under ett snabbinkallat möte får Homer sparken och ersätts med Ray Patterson som avböjer återanställning. Då bestämmer borgmästaren att man måste ta till extrema åtgärder och hela staden flyttas 8 km från sin nuvarande plats. Lisa påpekar att även om de flyttar Springfield kommer man börja skräpa ned nya Springfield igen. Under sluttexten sitter U2 tillsammans med Mr. Burns på ett flygplan för en diskussion om skedar.

## Produktionen
Avsnittet är nummer 200 i ordningen och vid bordsläsningen sade David Mirkin att man kommer avsluta serien vid 400, men då man spelade in kommentaren till DVD hade man redan börjat arbeta med avsnittet 400 för två veckor sedan.
Produktionsteamet ville att det 200:de avsnittet skulle handla om sopor och Mike Scully kom med en idé om att Homer skulle jobba inom sophanteringen. Författaren Ian Maxtone-Graham berättade att han hade en vän som jobbat som VD i Chicago inom stadens sophantering och man bestämde att låta Homer bli VD för sophanteringen. Författaren har sagt att början var svårast att skriva. Ursprungligen skulle Homer blivit stadens nya borgmästare, men denna idé övergavs. Från början planerade man istället att staden skulle i slutet höjas med några meter istället för att flytta staden. U2 kontaktade Simpsons produktionen eftersom de hade en önskan om att få göra ett gästframträdande i serien, och författarna började genast skriva in dem i manuset. Bandets manager Paul McGuinness och Susie Smith, en anställd på skivbolaget, gör också korta framträdanden i avsnittet. U2:s trummis Larry Mullen Jr medverkar i avsnittet, även om han saknar dialog.
Episoden är den första med avsnittet Costington, vars slogan är "Over a Century Without a Slogan (Över ett århundrade utan en slogan)". Namnet och slogan tog fler timmar att komma på för författaren. Scenen där Ray Patterson får ett erbjudande om att komma tillbaka är en hänvisning till ett ögonblick som inträffade under en stand up-show av komikern Redd Foxx. Samma incident var grunden för ett senare skämt i "The Two Mrs. Nahasapeemapetilons".

## Musiken
I avsnittet medverkar U2 som sig själv och framför låten Pride (In the Name of Love). Låten "The Garbageman" finns på CD-skivan Go Simpsonic with The Simpsons i två versionen, en demoversion med studiosångare och tillsammans med ett spår med medley från avsnittet. På CD-skivan sjunger dock inte U2 vilket de gör i avsnittet. På demoversionen sjunger även Milhouse vilket klipptes bort men rösten spelades och skisser animerades av framträdandet och återfinns på DVD-skivan för säsongen som extra material.

## Mottagande
Denna episod vann en Emmy för "Outstanding Animated Program (For Programming One Hour or Less)" under 1998 Jim Reardon vann också en Annie Award för "Outstanding Individual Achievement for Directing in an Animated Television Production". Under Toronto City Council överläggningar om att göra det övergivna Adams Mine i norra Ontario till en soptipp för Torontos sopor spelade Jack Layton och Olivia Chow upp avsnittet. Under 2008 orsakade episoden kontroverser i Storbritannien för användningen av ordet "wanker". Ordet användes första gången av Adam Clayton och senare av Mr. Burns i avsnittet. Även om ordet inte är känt i USA, anses ordet stötande i Storbritannien. Den 15 april 2008, sändes avsnittet Channel 4 klockan 18:00 och fick 31 anmälningar till Ofcom togs in som anser att avsnittet inte borde visats före 21.00. Channel 4 sade att felet orsakades av en i personalen, hade givit fel kategori till programmet.